# Tempeltræ
Tempeltræ (Ginkgo biloba) er et nøgenfrøet løvfældende træ, der oprindelig stammer fra Kina. Planten indeholder en række stoffer, der har virkning på mennesker. På hunlige træer kan man finde blommeagtige frugter, der lugter af harsk smør. 
Ginkgo biloba er et levende fossil med rødder tilbage til permtiden for omkring 270 millioner år siden og har ingen nulevende slægtninge. Tempeltræet er også bemærkelsesværdigt ved at have et særligt stort genom med mere end 10 milliarder basepar.

## Beskrivelse
Tempeltræet er et løvfældende træ med en slank, næsten søjleagtig vækstform. Der kendes dog også træer med en bredkronet, kuplet vækst, og man har anset dem for at være "huntræer", hvad der dog ikke findes nogen grund til at mene. Stammen bliver ofte flerdelt og tilmed flere gange. Hovedgrenene er opstigende hos den ene form, men vandrette hos den anden. Barken er først lysebrun og glat, senere grå, ru og lidt afskallende i strimler. Til sidst er den grå og furet. Knopperne på ældre skud er i virkeligheden bittesmå dværgskud. De sidder spredt på grenene ligesom de normale knopper på étårsskuddene.
Bladene er tolappede, læderagtige og helrandede med vifteformede bladribber. Begge sider er lysegrønne. Høstfarven er gul. Hunlige og hanlige blomster findes på hver sine træer. På hunlige træer kan man finde blommeagtige, gulgrønne frugter, der stinker af harsk smør (smørsyre-lugt). Frugter ses kun nu og da i Danmark, og frøene modner ikke ordentligt her.
Rodnettet består af en dybtgående hovedrod med masser af kraftige, tæt forgrenede siderødder.
Højde x bredde og årlig tilvækst: 30 x 10 m (20 x 10 cm/år).

## Hjemsted
Tempeltræet blev først kendt af europæere i Japan, hvor det findes dyrket ved templerne, og hvor det også vokser forvildet. Træet hører dog hjemme i de fugtige blandingsskove langs floderne i det centrale Kina, hvor det (på Emei-bjerget) bl.a. vokser sammen med Kalopanax pictus, Cunninghamia lanceolata, duetræ, vinterlue, pernykristtorn, sommerfuglebusk, pilebladet dværgmispel, klatrebrombær, klatrehortensie, japansk iris og bronzeblad.
I 1730 blev det første tempeltræ importeret fra Asien til Europa og plantet i Utrechts Botaniske Have i Holland, hvor det står endnu i dag.
I Danmark kan træet ses i de fleste botaniske haver og arboreter samt en del parker. Desuden er træet plantet hist og her langs veje i større byer, da det er meget tolerant over for luftforurening.

## Aktive stoffer
Planten indeholder en række stoffer, der har virkning på mennesker. I Østen har man i århundreder anvendt løvet som medicin mod svampe- og bakterieinfektioner. Det vedholdende rygte om, at bladene indeholder stoffer, der hindrer urinafgang, kan ikke bekræftes.
Den nyeste forskning bekræfter, at denne plante har evne til at leve 1.000 år eller mere. Det skyldes, at den har udviklet biokemiske mekanismer, så langt liv og ældningsprocesser holdes i balance. Mekanismerne bygger på:
- Fortsat celledeling i kambiet.
- Stor evne til at aktivere gener, forbundet med modstandskraft.
- Vedvarende evne til at danne kampklare, sekundære stofskifteprodukter.[3]

## Fossil historie
Tempeltræet har eksisteret i mindst 240 millioner år. I dag er der blot én art tilbage. Slægten kendes fra 125 millioner år gamle forsteninger på Bornholm og fra 4 millioner år gamle aflejninger i Nordtyskland. Træet har givetvis været i Danmark i over 100 millioner år. Det kendes fra fossiler fra Jura-tiden, der er næsten identiske med den nulevende art. I Danmark har det dog været fraværende siden sidste istid frem til 1730, hvor det blev indført som haveplante.
I modsætning til nåletræer nedstammer Ginkgo fra frøbregnerne, sandsynligvis fra gruppen Peltaspermales. Veddet hos Ginkgo er opbygget som hos nåletræerne og adskiller Ginkgo fra frøbregnerne og koglepalmerne, men ligesom hos koglepalmer har sæd-cellerne egen fremdrift. Både mobile sæd-celler og bladenes form er fællestræk mellem Ginkgo/koglepalmer og Bregne. Bladene hos Ginkgo og koglepalmer minder slet ikke om hinanden, men for begge findes der bregner med lignende blade.
Arten er den eneste i sin række. Det er meget usædvanligt og betyder, at alle nært beslægtede arter er uddøde.
Da træet blev indført i Europa og flere hundrede år efter, troede man, at træet var uddødt som vildtlevende. Der er siden fundet vilde bestande i Kina.
Spørgsmålet om afstamning, nærmeste nulevende slægtning, og om bestandene i Kina er de oprindelige vilde, er genstand for diskussion og genetiske undersøgelser.